# Qualitätsprüfung durch die Medizinischen Dienste
Die Qualitätsprüfungen nach § 114 SGB XI sollen die Wirksamkeit der Pflege- und Betreuungsmaßnahmen (die so genannte Ergebnisqualität) von Altenpflegeheimen oder Sozialstationen testen, darüber hinaus den Ablauf, die Durchführung und die Evaluation der Leistungserbringung (Prozessqualität) sowie die unmittelbaren Rahmenbedingungen der Leistungserbringung (Strukturqualität). Die Prüfungen werden vom Medizinischen Dienst der Krankenversicherung (MDK) im Auftrag der Landesverbände der Pflegekassen durchgeführt. Die Prüfungsergebnisse werden einheitlich, auch öffentlich, dargestellt.
Die Qualitätsprüfungen finden als Regelprüfung mindestens einmal im Jahr, als Anlassprüfung oder als Wiederholungsprüfung statt.

## Regelprüfung
Bei der Regelprüfung wird die Qualität der allgemeinen Pflegeleistungen, der medizinischen Behandlungspflege, der sozialen Betreuung einschließlich der zusätzlichen Betreuung und Aktivierung, der Leistungen bei Unterkunft und Verpflegung, der Zusatzleistungen und der nach § 37 SGB V erbrachten Leistungen der häuslichen Krankenpflege geprüft. Auch die Abrechnung der genannten Leistungen kann geprüft werden.

## Anlassprüfung
Anlassprüfungen werden durchgeführt, wenn stichhaltige Beschwerden oder Hinweise auf Missstände in der Pflegeeinrichtung vorliegen.

## Wiederholungsprüfung
Sind bei einer Regel- oder Anlassprüfung Qualitätsmängel festgestellt worden, so kann auf Kosten der Pflegeeinrichtung eine Wiederholungsprüfung veranlasst werden, um zu überprüfen, ob die festgestellten Qualitätsmängel durch die nach § 115 Abs. 2 SGB XI angeordneten Maßnahmen beseitigt worden sind.

## Qualitätsprüfungs-Richtlinien
Für die Durchführung der Prüfungen hat der Spitzenverband der Gesetzlichen Krankenversicherung in seiner Eigenschaft als Spitzenverband Bund der Pflegekassen unter Beteiligung des Medizinischen Dienstes des Spitzenverbandes Bund der Krankenkassen (MDS) Qualitätsprüfungs-Richtlinien (QPR) beschlossen.

## Aufsichtsrechtliche Maßnahmen
Gemäß den Richtlinien des GKV-Spitzenverbands informiert der MDK die Heimaufsicht und die Landesverbände der Pflegekassen unverzüglich über Erkenntnisse aus den Prüfungen, soweit diese zur Vorbereitung und Durchführung von aufsichtsrechtlichen Maßnahmen nach den heimrechtlichen Vorschriften erforderlich sind. Dies ist insbesondere gegeben
- bei einer akuten Gefährdung von Bewohnern durch Pflegedefizite (z. B. Exsikkose, Mangelernährung, Dekubitalulcera)
- bei nicht gerechtfertigten freiheitsentziehenden Maßnahmen
- wenn eine permanente Anwesenheit einer Pflegefachkraft nicht gewährleistet ist, insbesondere im Nachtdienst.